# استقامة

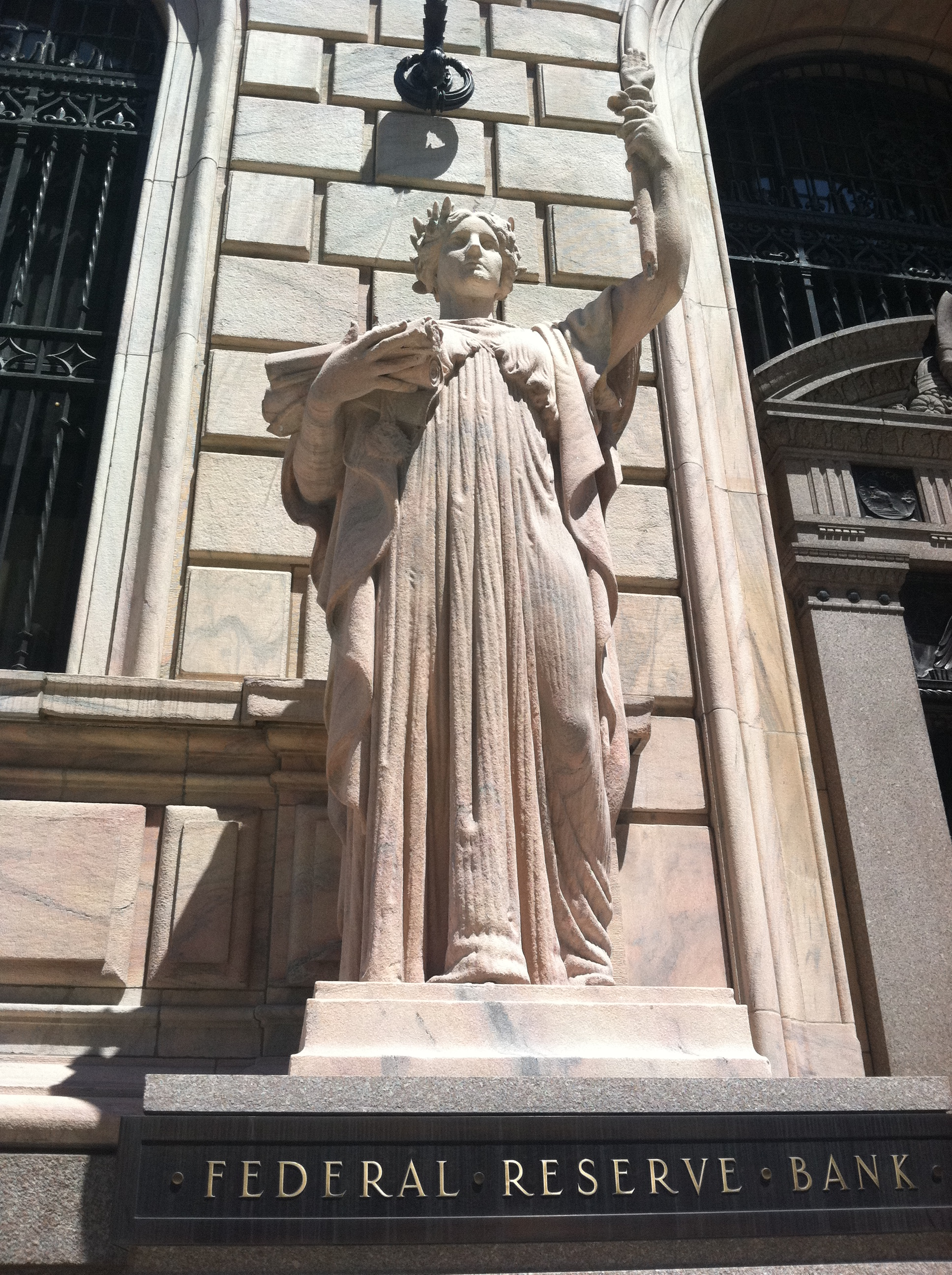

الاستقامة هو خلق من الأخلاق الحميدة وفضيلة من الفضائل التي يتسم صاحبها بالصدق بالقول والإخلاص بالعمل وفق قواعد وضوابط أخلاقية يلزمها الشخص على نفسه نتيجة إيمان بمعتقد يثبت عليه؛ وهي مرادفة لصفة النزاهة وعكس صفة النفاق.
يشتق اللفظ الإنجليزي Integrity من اللفظ اللاتيني integer بمعنى الكمال.

## اقرأ أيضاً
- صدق
- إخلاص
- استقامة (إسلام)